# Красимир Костов (футболист)
Красимир Иванов Костов е български футболист, който играе като вратар.

## Биография
Роден е на 1 септември 1995 година в Петрич и е юноша на Пирин 2001. От 2014 г. е част от отбора на Пирин (Благоевград), а през 2018 г. преминава в Ботев (Враца).